# Motschenbach (Main)
Der Motschenbach ist ein knapp siebeneinhalb Kilometer langer linker und südlicher Zufluss des Mains im bayerischen Oberfranken im Landkreis Kulmbach in der Gemeinde Mainleus. 

## Name
Der Name leitet sich vom slawischen *moč- für Nässe, Feuchtigkeit ab.

## Geografie

### Verlauf
Der Motschenbach entsteht aus dem Zusammenfluss von Dörflesbach und Lopper Bach südlich der zur Marktgemeinde Mainleus gehörenden Einöde Steinsorg. Er mündet nördlich des Mainleuser Gemeindeteils Motschenbach in den Main.

### Zuflüsse
- Krebsgraben (links)

### Orte
Der Motschenbach fließt durch folgende Orte:
- Wüstenbuchau
- Motschenbach